# گولیاث ۲
گولیاث ۲ (به زبان انگلیسی: Goliath II) یک فیلم کوتاه انیمیشن آمریکایی محصول سال ۱۹۶۰ شرکت والت دیزنی به کارگردانی ولفگانگ رایترمن و نویسندگی بیل پیت است. راوی این اثر استرلینگ هالووی و صداپیشه آن کوین کورکوران می‌باشد. این اثر در ۲۱ ژانویه ۱۹۶۰ همزمان با فیلم "توبی تایلر" (هر دو اثر با شرکت کوین کورکوران) در ایالات متحده منتشر شد.

## داستان
"گولیاث" یک فیل ۸ ساله هندی است با بدنی بسیار کوچک (با قدی تقریباً ۵/۷ تا ۱۰ سانتی متر) که تلاش می‌کند در همه کار سرک بکشد...